# 艾利施路·費利拿·馬斯安奴
艾利施路·費利拿·馬斯安奴（Elizeu Ferreira Marciano，1979年10月21日—），出生于聖保羅，巴西职业足球运动员，司職中場，曾效力德島漩渦。

## 連結
- Galo Digital[永久]